# 偏食
偏食（へんしょく）とは、必要とする栄養素に偏りがある食事の状態である。
日本語の「偏食」は栄養学の創始者である佐伯矩による造語であるとされる。
1日単位で見ると必要な栄養素の量を満たしても1食単位で見ると1日分の等分ではない場合も偏食であり、理想的な食事ではないとされる。 等分された場合は、完全食と呼ばれる。
アスリートなどで著名な偏食者も多く、「偏食、イコール悪ではない」とする説もある。
また、モンゴル人、イヌイット、パプアニューギニア高地人のように、偏食の民族も存在する。

## 影響
幼い頃からフライドポテトや白パンばかり食べ続けてきた10代の少年が失明したという症例を、ブリストル大学の研究チームが発表した。

## 著名な偏食者
- ウォーレン・バフェット (1930 - )

アメリカの投資家。まるで「6歳の子供」の食習慣であることを自他ともに認めている。大好物は、チェリーコーク、ジャンクフード、ピーナッツ・ブリトルなどで、はなはだ偏っている。
- ドナルド・トランプ (1946 - )

アメリカの実業家、第45代アメリカ合衆国大統領。一日中飲み続けるほどの、ダイエット・コーラのファン。ファストフードが大好物で、選挙活動中の食事は、ドミノ・ピザ、ケンタッキーフライドチキン、マクドナルドのビッグマックが定番であったという。また、飛行機で移動中に摂る軽食はもっぱらジャンクフードで、ポテトチップスやクリームサンド・クッキーを口にしているという。
- ビル・ゲイツ (1955 - )

アメリカの実業家。大のハンバーガー好きで、かつ、人工肉の一種である「ビヨンド・ミート」の技術支援者。
- ジョージャ・リードマン (Georgi Readman | 1995? - )

一般のイギリス人少女であるが、5歳の頃から選択的摂食障害 (SED) を患い、それ以来、袋麺タイプで具無しのインスタントラーメン（1銘柄）以外をほとんど口にしないという極端すぎる偏食を18歳まで続けた。彼女は野菜嫌いで果物嫌いであった。彼女は極度の栄養失調に陥っており、その肉体年齢は実年齢の18歳を大きく上回る80歳以上と小児科医師に診断された。